# Nakano-shima (Oki)
Pour les articles homonymes, voir Nakano-shima.
Nakano-shima ou île Nakano (中ノ島, Nakanoshima) est une île de la préfecture de Shimane, une des îles Oki en mer du Japon.

## Géographie
Troisième plus grande île des îles Oki, elle fait partie de Ama et, pour certaines parties, du parc national de Daisen-Oki. Elle se situe à environ trois heures de ferry de Honshu.

## Histoire
Inhabitée jusqu'au paléolithique japonais, elle devient un lieu d'exil lors de la période Nara. Go-Toba y meurt en 1239 et le Oki-jinja y est érigé en 1939 pour commémorer cet événement. 
Domaine de Matsue sous le shogunat Tokugawa à l'époque d'Edo, elle devient après la restauration de Meiji une part de la préfecture de Tottori (1871) puis est transférée en 1881 à celle de Shimane. Elle appartient depuis 1904 à Ama. 